# Chevrolet S-Serie
Die  Chevrolet S-Serie oder GMC S-Serie ist eine Reihe von kleinen Pick-ups, die General Motors in den Jahren 1982 bis 2004 anbot. Die Chevrolet-Version hieß während der gesamten Bauzeit S10, während die GMC-Version zunächst als S15 und später als Sonoma vermarktet wurde. 1991 kam eine Hochleistungsversion unter dem Namen GMC Syclone heraus. Auf Basis der S-Serie gab es auch SUVs: Den Chevrolet S10 Blazer und den GMC S15 Jimmy. Von 1996 bis 2000 wurde der Wagen auch von der japanischen GM-Division als Isuzu Hombre vertrieben. 1997/1998 wurde auch eine elektrische Version, der Chevrolet S10EV, in den USA angeboten.
2004 wurde die S-Serie durch die neuen Modelle Chevrolet Colorado/GMC Canyon/Isuzu i-Serie abgelöst.

## Erste Generation (1982–1993)

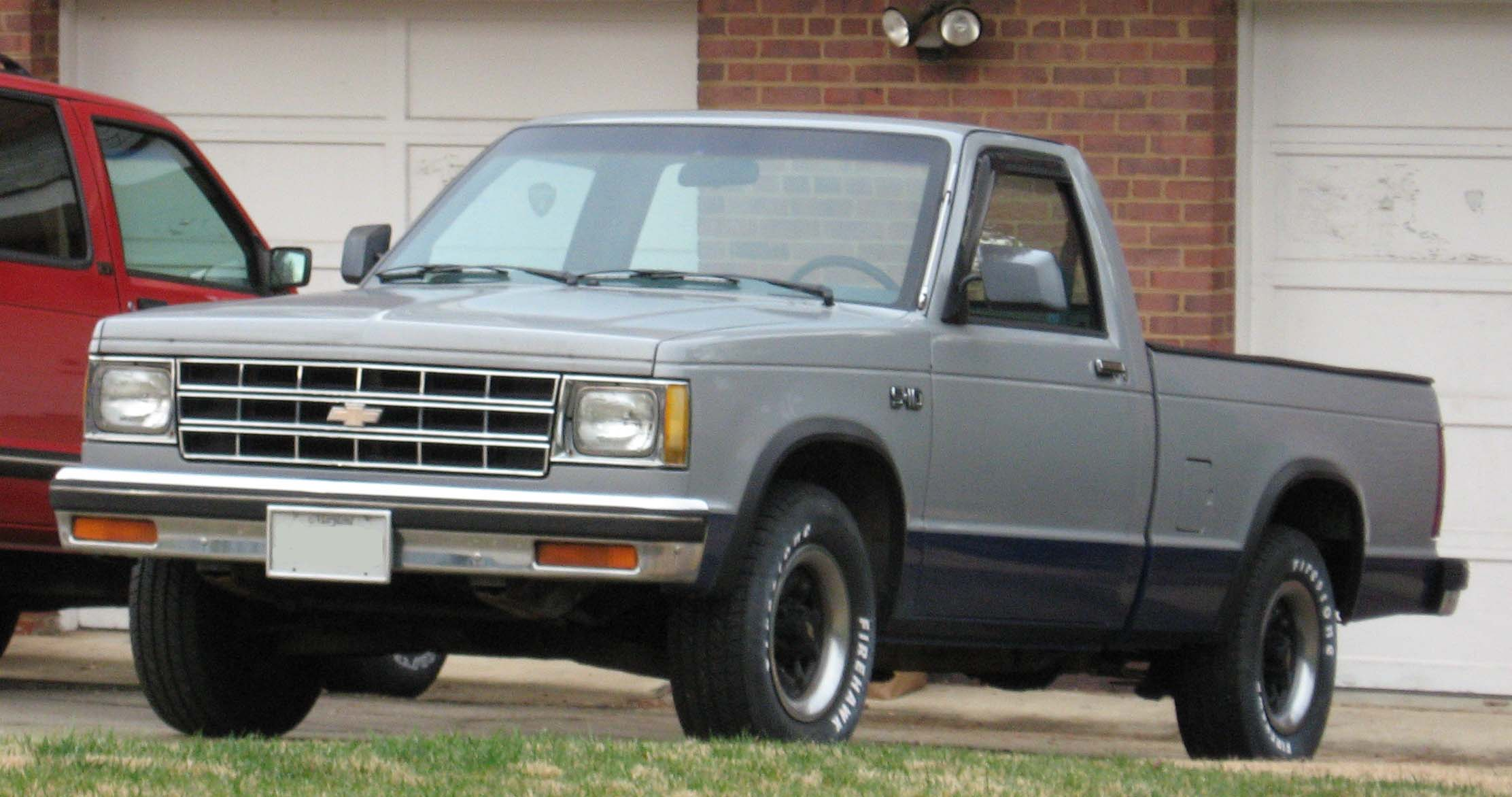
Chevrolet S10 (1983–1990)

Der erste von GM angebotene kleine Pick-up war 1972 der Chevrolet LUV auf Basis des Isuzu KB. Die Ölkrise 1973 zwang GM dazu, über die Konstruktion eigener kleiner Pick-ups nachzudenken. Wie üblich, wurden Teile anderer GM-Modelle, insbesondere der Mittelklassewagen auf der GM-G-Plattform, mitverwendet. Die ersten S-Serie-Pick-ups wurden 1982 eingeführt. Chevrolet- und GMC-Modelle waren baugleich mit Ausnahme des Kühlergrills. Ab 1983 gab es auch Modelle mit verlängertem Führerhaus (extended cab) und solche mit Allradantrieb Insta-Trac. Auch zwei neue Motoren wurden eingeführt.
Die Spurweite entsprach der der früheren Kompaktwagen auf  GM-H-Plattform, Chevrolet Vega und Chevrolet Monza.
Die SUVs Chevrolet S10 Blazer und GMC S15 Jimmy erschienen ebenfalls 1983. Damit war GM nach dem Jeep der zweite Hersteller, der kleine SUVs herausbrachte, noch vor Ford. Ähnlich war die Lage im März 1990, als GM die 4-türigen Ausführungen als 1991er-Modelle herausbrachte, die dem Oldsmobile Bravada entsprachen.
1984 erschienen neue, stabilere Fahrwerke für den Geländeeinsatz und eine hydraulische Kupplung, während 1985 der obengesteuerte Reihenvierzylindermotor des Cavalier zu Gunsten des Iron-Duke-Motors von Pontiac eingestellt wurde. Auch der vom Chevrolet-OHV-Motor abgeleitete 2,2-l-R4- und der 1,9-l-Isuzu-Motor verschwanden im Jahr darauf, sodass nur noch der Iron-Duke-Motor und ein verbesserter 2,8-l-V6-Motor übrig blieben. Ab 1988 kam ein heftig ersehnter 4,3-l-V6-Motor dazu; ABS gab es ab 1989.
Von 1987 bis 1991 bot Chevrolet auch eine Geländeoption namens Baja Package an. Der Vorläufer des Offroad Package beinhaltete auch einen unter der Pritsche montierten Stabilisator. Dies ist die seltenste Form des S10 der 1. Generation, die man heute noch in erhaltenswertem Zustand finden kann.
1991 wurde aus dem GMC S15 der GMS Sonoma und man gab das Sierra-Ausstattungspaket auf, damit Verwechslungen mit dem GMC Sierra vermieden würden. Der GMC Syclone erschien im selben Jahr. 1992 kam der Sonoma GT mit 4,3-l-V6-Vortec-W-Motor. 1993 war das letzte Jahr der 1. Generation.
Der Vortec-Motor ist im Wesentlichen ein Standard-Z-Code-Motor mit 4293 cm3 Hubraum. Der Code W zeigt den Einsatz einer Ausgleichswelle, einer wälzgelagerten Nockenwelle, eines anderen Zylinderkopfes und einer Zentraleinspritzung an. In den Jahren 1992 und 1993 gab es den Motor mit 195 bhp (143 kW) oder 205 bhp (151 kW). Die Hochleistungsversion hatte einen Ansaugtrakt mit größerem Durchmesser und wurde nur in einigen Blazer und Jimmy eingesetzt.

### GMC Sonoma 1993
Einige GMC Sonoma wurden 1993 mit einem L35-W-Motor ausgeliefert. Es sind aber keine besonderen Bezeichnungsschilder oder Sondermodell-Bezeichnungen für diese Modelle bekannt. Unbekannt ist auch die Zahl der so ausgerüsteten Fahrzeuge.

### Engine swap (Motorentausch)
Der S-Serie-Pick-up mit Hinterradantrieb übernahm etliche Radaufhängungskomponenten an der Vorderachse von den GM-G-Plattformen (Chevrolet Monte Carlo, Buick Regal). Durch die Tatsache, dass der 4,3-l-V6-Motor sich viele Eigenschaften und Maße mit den frühen V8-Small-Block-Motoren teilt, wurde die S-Serie eine beliebte Basis für Hot-Rodder. Seit der Einführung der S-Serie hat sich der Einbau von V8-Motoren (Engine swap) durch den Erfindungsreichtum der Eigentümer zum beliebtesten amerikanischen Motorentausch entwickelt. Ohne große Schwierigkeiten lässt sich so der Einbau praktisch aller GM-Small-Block-Motoren von 4,3 l bis 6,6 l Hubraum bewerkstelligen. Manche Eigentümer haben es sogar geschafft, einen GM-Big-Block-Motor mit 6,5 l, 7,0 l oder 7,5 l Hubraum mit kleinen Änderungen einzubauen.
Die Motoren der LSx-Serie (LS1, LS2 usw.) können auch in die S-Serie-Pick-ups eingebaut werden.

## Zweite Generation (1993–2004)

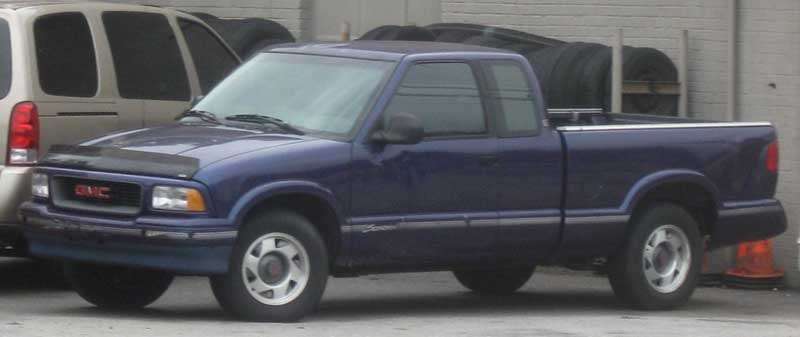
GMC Sonoma mit verlängertem Führerhaus (1994–1997)

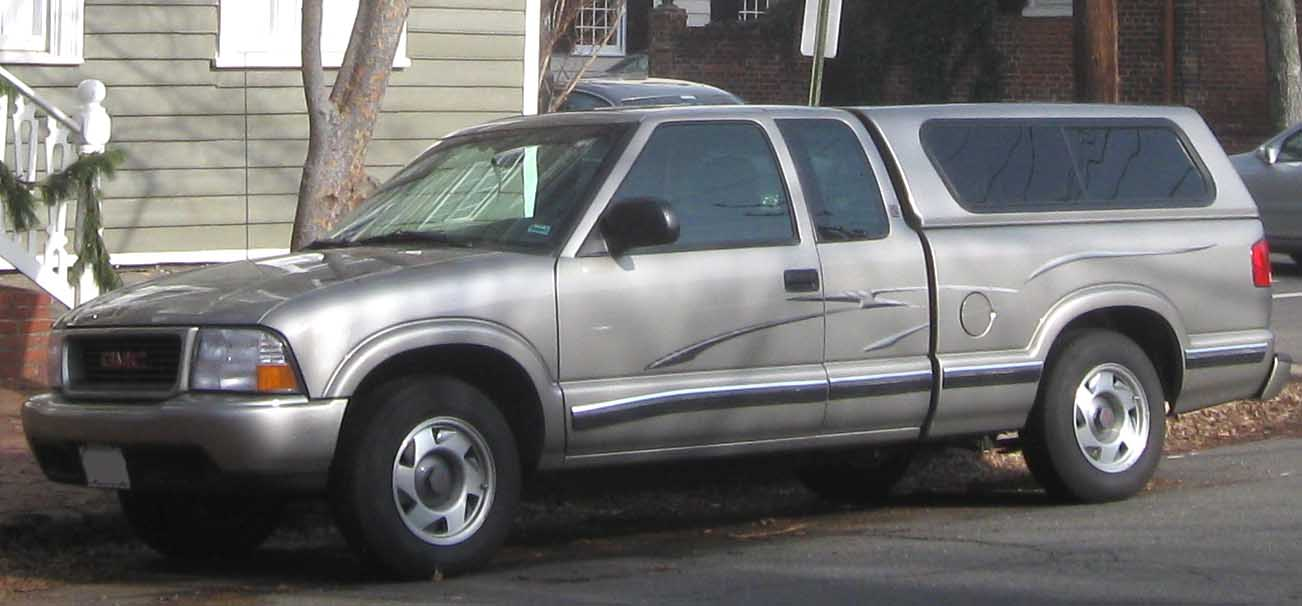
GMC Sonoma mit verlängertem Führerhaus (1998–2003)

Die Pick-ups der 2. Generation erschienen 1993 für das Modelljahr 1994. Alle Sondermodelle (Syclone, Typhoon, Sonoma GT) waren verschwunden, aber die Änderungen brachten die Wagen auf eine Ebene mit dem Ford Ranger. Die Iron-Duke-Motoren und den 2,8-l-V6-Motor bot man nicht mehr an; nur der 4,3-l-V6-Motor und ein neuer 2,2-l-R4-Motor, der vom alten Cavalier-Motor abgeleitet war, wurden noch eingebaut. In dieser Generation wurden zum ersten Mal Airbags als Sicherheitsausstattung eingeführt, die allerdings erst im zweiten Modelljahr (1995) kamen. Auch die Fahrzeuge anderer Hersteller, die in diesem Jahr als neue Generation erschienen, z. B. der Dodge Ram Van, hatten 1994 Modelle ohne Airbag.

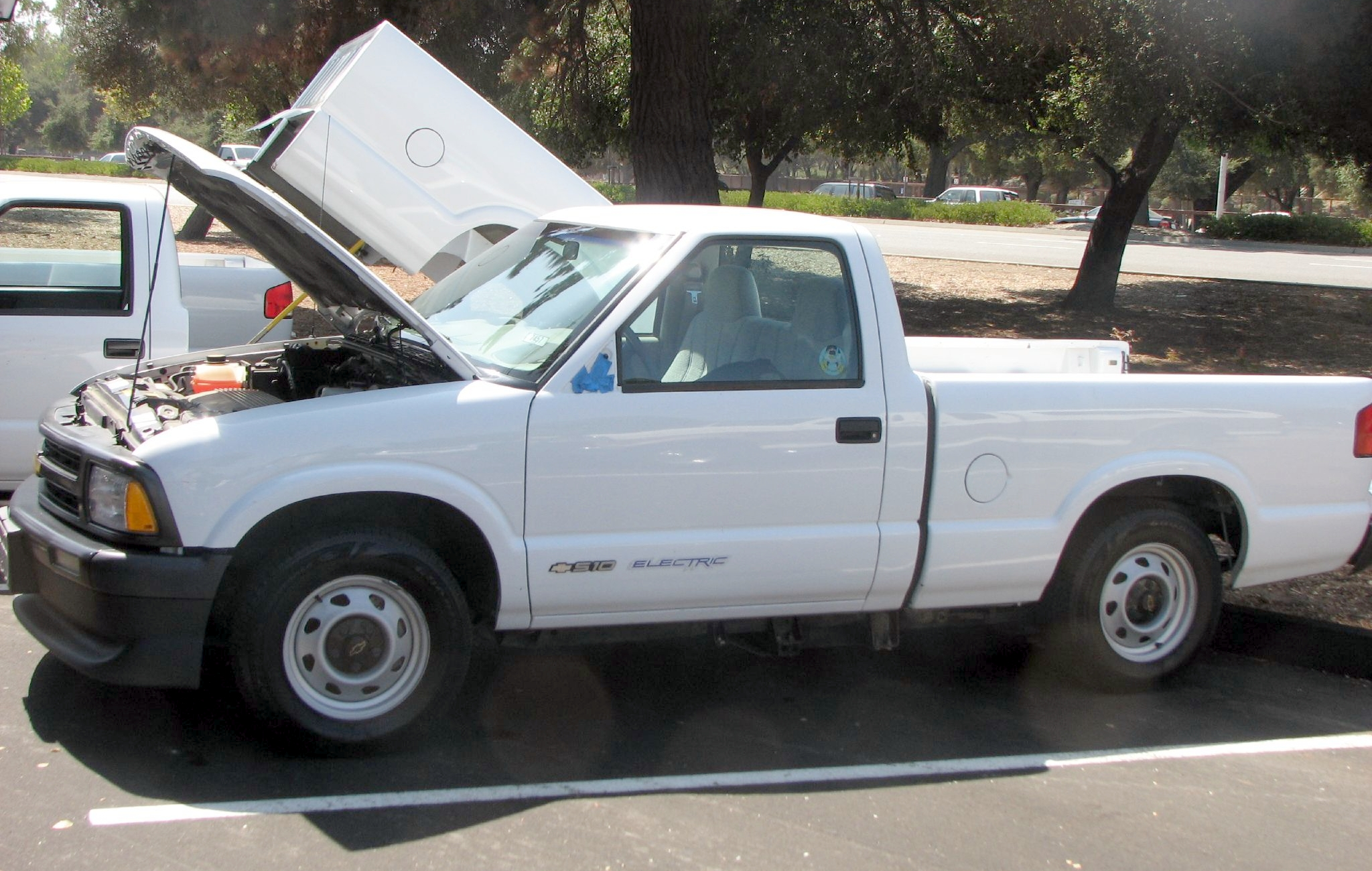
Chevrolet S10 Electric

Die meisten Fahrwerkskomponenten wurden von der vorhergehenden Generation übernommen, ebenso die Lenkung, die Blattfedern und das Differential. In dieser zweiten Generation gab es auch auf Wunsch ein 8,5″-Differential (üblicherweise bei den S-Serie-Fahrzeugen mit Allradantrieb zusammen mit dem ZR2-Offroad-Paket und 2000–2003 auch bei Heckantriebsmodellen mit dem Xtreme-Paket). 

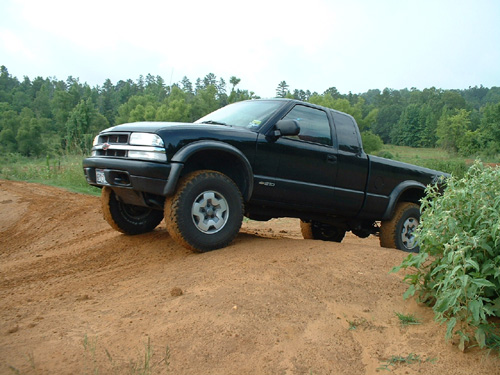
Chevrolet S10 mit verlängertem Führerhaus und ZR2-Paket (1998–2003)

Generell gab es das 8,5”-Differential nur zusammen mit einem Handschaltgetriebe und dem großen 4,3-l-V6-Motor; bei den Allradmodellen gab es dieses Differential mit jedem Getriebe. In diesem Jahr führte GM auch das ZR2-Offroad-Paket ein.

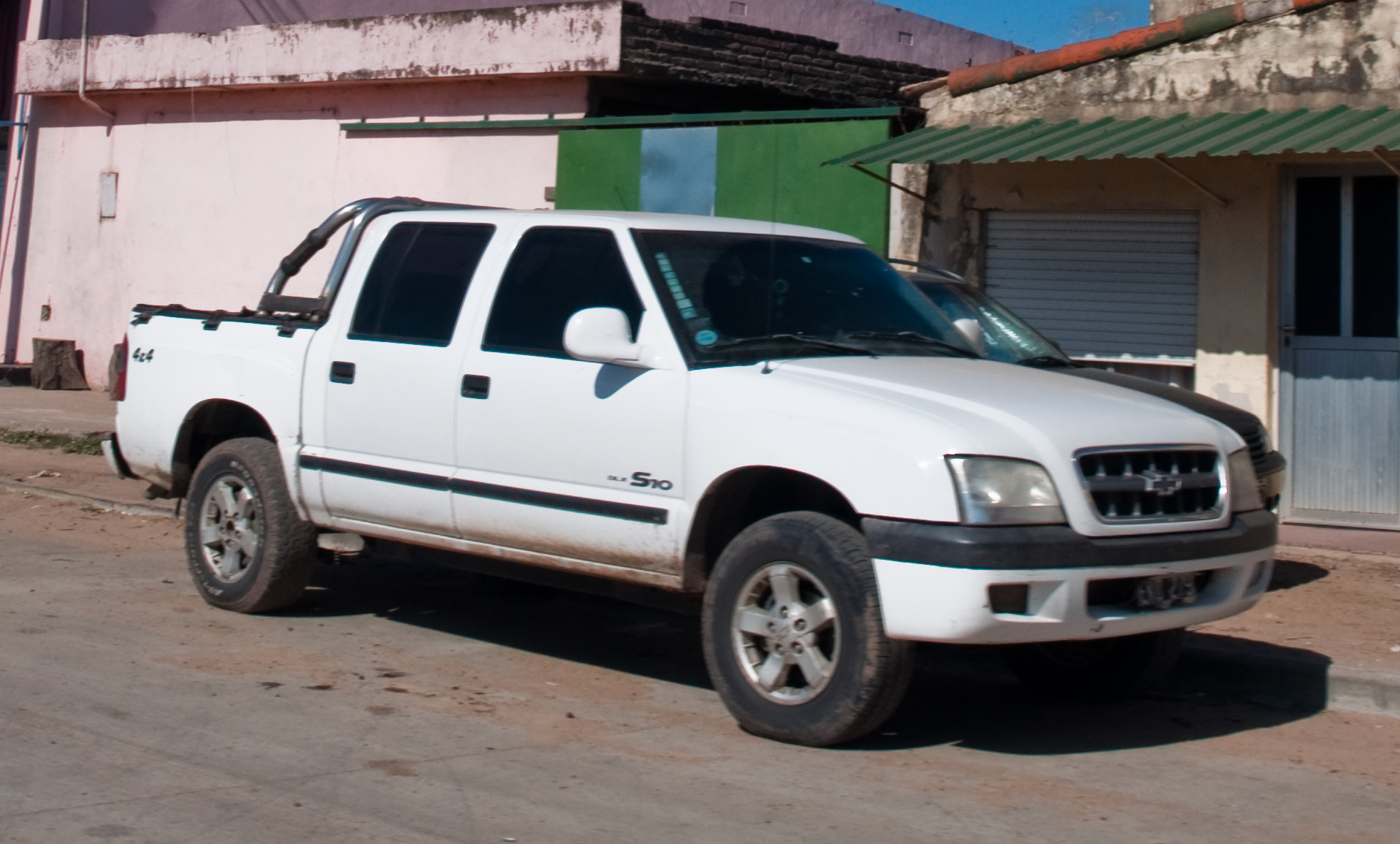
Chevrolet S-10 Brasilianische Version

Der 4,3-l-V6-Motor wurde 1996 überarbeitet und die Ausführung mit verlängertem Führerhaus bekam eine dritte Tür und auf Wunsch eine Sportside-Pritsche. 1998 überarbeitet man das Äußere, die Innenausstattung, die Bremsen und den 2,2-l-R4-Motor. 1999 gab es auf Wunsch den Allradantrieb Auto-Trac beim Blazer. Ebenso wurde das SS-Paket durch das Xtreme-Paket abgelöst. Ab 2001 gab es eine Doppelkabinenversion, allerdings nur mit Allradantrieb und Automatikgetriebe.
Das Xtreme-Paket gab es für alle Führerhäuser, Radstände und Antriebe. Es war nur mit dem um 2″ (50 mm) niedrigeren ZQ8-Sportfahrwerk ab Werk erhältlich. Das Xtreme-Paket bestand aus einer niedrigeren Karosserie, einem „Ground Effects“-Paket entlang der Einstiege und der Pritsche, Bezeichnungsschildern an den vorderen Türen und der Heckklappe und 16″-Aluminiumräder mit 235/55-R16-Reifen von Goodyear. Auf Wunsch gab es auch noch Rallyestreifen und ein Heat-Grafik-Paket, einzeln oder in Kombination, dazu.
Die Basismodelle mit Hinterradantrieb hatten 6,5″×15″-Räder mit Lüftungsöffnungen und vorgegebener Laufrichtung, Xtreme- und ZQ8-Modelle besaßen 8″×16″-Räder und die Allradmodelle mit oder ohne ZR2-Paket 7″×15″-Räder. Die 14″-Räder der ersten Generation gab es nicht mehr.
Die S-Serie der zweiten Generation wurde auch in Brasilien gefertigt; dort wurde sie auch nach Produktionseinstellung in den USA 2004 noch gebaut. Brasilianische S-10 haben einen anderen Kühlergrill und es gibt sie mit einem 2,8-l-Dieselmotor von MWM International Motores.

### S10 SS
Der Chevrolet S10 SS war die Hochleistungsversion des S10 und wurde 1993 eingeführt. Weniger als 3000 Stück wurden im Durchschnitt jährlich hergestellt. Bei seiner Einführung wurde der SS nur in drei Farben angeboten: Onyx Black, Apple Red or Summit White. Der SS wurde nur bis 1998 gefertigt, dann löste ihn der S10 Xtreme ab.
Der 4,3-l-V6-Motor (auf Wunsch auch für die anderen S10 erhältlich) war die übliche Maschine des SS. Sie leistete 180 hp (134 kW) oder 195 hp (145 kW). Die SS-Ausführung war mit einer geringeren Bodenfreiheit, kosmetischen Veränderungen, wie einem anderen Kühlergrill, Stoßfängern in Wagenfarbe, 16″-Rädern und anderen sportlichen Veränderungen verbunden. Alle SS-Versionen hatten ein normales Führerhaus.

### S10 Electric
In den Modelljahren 1997 und 1998 wurde auf dem S10 eine Anzahl von etwa 60 Elektrofahrzeugen aufgebaut. Die Fahrzeuge haben eine kurze Ladefläche (short bed). Der verwendete Elektromotor hat eine Leistung von 85 kW.
Es wurde die Batterietechnik des GM EV1 benutzt.

## Dritte Generation (seit 2012)
Die dritte Generation wird seit 2012 ausschließlich in Südamerika angeboten und ist weitestgehend baugleich mit der zeitgenössischen Version des Chevrolet Colorado und dem Isuzu D-Max. Im Gegensatz zum Colorado ist der S10 ausschließlich mit Vierzylindermotoren erhältlich. 2016 und 2024 erhielt das Modell ein Facelift.

### Technische Daten
|                            | 2.5 Ecotec                                      | 2.8 Turbo Diesel              | 2.8 Turbo Diesel              |
| -------------------------- | ----------------------------------------------- | ----------------------------- | ----------------------------- |
| Bauzeitraum                | 2012–2021                                       | 2012–2024                     | seit 2024                     |
| Motorkenndaten             |                                                 |                               |                               |
| Motorart                   | Ottomotor                                       | Dieselmotor                   | Dieselmotor                   |
| Motorbauart                | R4                                              | R4                            | R4                            |
| Hubraum                    | cm³                                             | 2776 cm³                      | 2800 cm³                      |
| Verdichtungsverhältnis     | 11,2 : 1                                        | 16,5 : 1                      | 15,5 : 1                      |
| max. Leistung bei min−1    | 145 kW (197 PS) / 6300 [152 kW (207 PS) / 6000] | 147 kW (200 PS) / 3400        | 152 kW (207 PS) / 3200        |
| max. Drehmoment bei min−1  | 258 Nm / 4400 [268 Nm / 4400]                   | 440 Nm / 2000 (500 Nm / 2000) | 460 Nm / 2000 (510 Nm / 2000) |
| Kraftübertragung           |                                                 |                               |                               |
| Antrieb, serienmäßig       | Vorderradantrieb                                | Allradantrieb                 | Vorderradantrieb              |
| Antrieb, optional          | Allradantrieb                                   | —                             | Allradantrieb                 |
| Getriebe, serienmäßig      | 6-Gang-Schaltgetriebe                           | 6-Gang-Schaltgetriebe         | 6-Gang-Schaltgetriebe         |
| Getriebe, optional         | (6-Gang-Automatikgetriebe)                      | (6-Gang-Automatikgetriebe)    | (6-Gang-Automatikgetriebe)    |
| Messwerte                  |                                                 |                               |                               |
| Höchstgeschwindigkeit      | 163 km/h                                        | 180 km/h                      |                               |
| Beschleunigung, 0–100 km/h | 9,5 s [9,1 s]                                   | 9,8 s                         | 9,4 s                         |
| Leergewicht                | 1810–1934 kg                                    | 2018–2101 kg                  |                               |
| Tankinhalt                 | 70 l                                            | 76 l                          | 76 l                          |

- Werte in eckigen Klammer gelten für Fahrzeuge im Ethanol-Betrieb
- Werte in runden Klammer gelten für Fahrzeuge mit optionalem Getriebe